# Wilzenberg

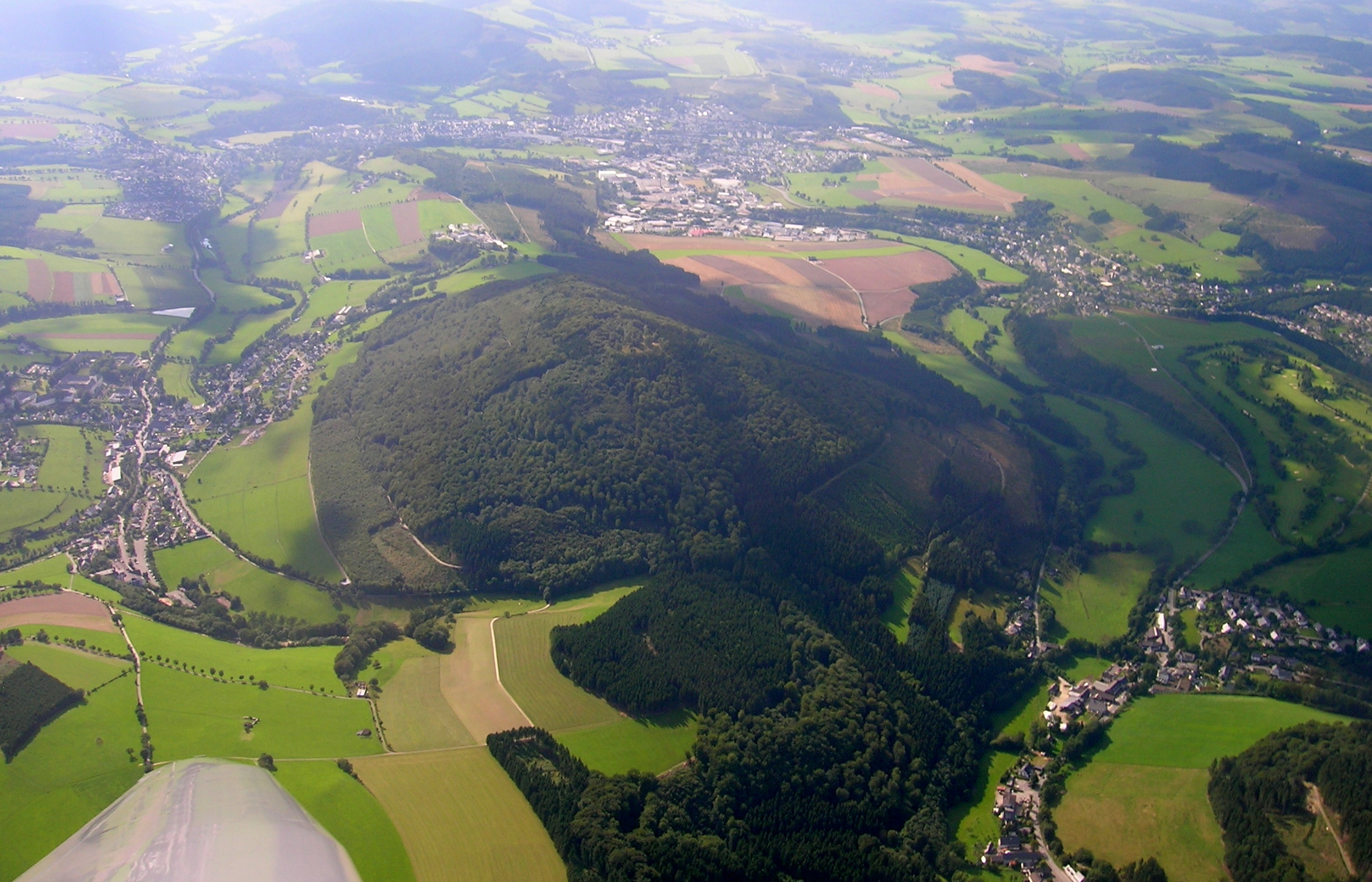
Luftbild (Blick von Ost nach West):
Der Wilzenberg mit Schmallenberg (hinten) und dessen Ortsteilen Gleidorf (rechts), Winkhausen (unten) und Grafschaft (links)

Der Wilzenberg ist ein 658,3 m ü. NHN hoher Berg am Westrand des Rothaargebirges. Er liegt bei Grafschaft, einem Ortsteil von Schmallenberg im nordrhein-westfälischen Hochsauerlandkreis.
Neben den als Bodendenkmal eingestuften Resten einer Wallburg (Ringwälle) befinden sich hier eine Wallfahrtskapelle aus dem Jahr 1633, der 17 m hohe Wilzenbergturm von 1891 und ein 28 m hohes Hochkreuz. Der Berg wird als geographische Singularität eingestuft.

## Geographie

### Lage
Der Wilzenberg erhebt sich im Nordwestteil des Rothaargebirges, im Naturpark Sauerland-Rothaargebirge und in den Gemarkungen der Schmallenberger Stadtteile Grafschaft und Oberkirchen. Sein Gipfel mit dem Wilzenbergturm liegt in der Gemarkung von Oberkirchen, 1,9 km südöstlich von Gleidorf, 950 m südwestlich von Winkhausen und 800 m nördlich von Grafschaft. Alle drei sind Stadtteile von Schmallenberg, dessen Kernstadt 3 km westlich liegt. Nördlich vorbei am Berg fließt in Ost-West-Richtung die Lenne und südlich die Grafschaft. Entlang der Lenne verläuft die Bundesstraße 236 (vgl. Heidenstraße), auf die in Gleidorf die Bundesstraße 511 trifft, und entlang der Grafschaft die Kreisstraße 17.

### Naturräumliche Zuordnung
Der Wilzenberg gehört in der naturräumlichen Haupteinheitengruppe Süderbergland (Nr. 33) und in der Haupteinheit Rothaargebirge (mit Hochsauerland) (333) zum Naturraum Lennekessel (333.6), wobei seine Nord-, West- und Südflanken in der Haupteinheit Sauerländer Senken (335), Untereinheit Fredeburger Kammer  (335.1) in den Naturraum Schmallenberger Gründe (335.10) abfallen.

## Schutzgebiete
Auf Großteilen des Wilzenbergs liegt das Naturschutzgebiet Wilzenberg (CDDA-Nr. 389954, 2008 ausgewiesen; 73 ha groß) und abgesehen von unteren Bereichen seiner Westflanke befinden sich auf dem Berg Teile des Landschaftsschutzgebiets Rothaargebirge (HSK-Teilfläche 1) (CDDA-Nr. 323981; 1994; 140,53 km²).

## Geschichte
Auf dem Wilzenberg befinden sich zwei Wallburgen (Ringwälle) aus der Eisenzeit (200 v. Chr.) und dem Frühmittelalter (9. bis 10. Jahrhundert n. Chr.). Die ältere
aus der vorrömischen Eisenzeit stammende Befestigungsanlage ist rund 6 ha groß. Die jüngere kleinere Burganlage aus dem frühen Mittelalter wird einige Male im Zusammenhang mit dem Kloster Grafschaft genannt. In Schriftstücken und Urkunden des Klosters wurden drei Namen von Adeligen erwähnt, die mit der jüngeren Burganlage in Verbindung gebracht werden.
Zu diesen Adeligen gehörte ein Graf von Wilzenberg („Haoldus comes de Wiltzenberg, qui contulit monasterio proprietatem ipsius montis“), der in einer Schrift des Klosters nur einmal erwähnt wurde. Es gibt aber keine Beweise dafür, dass ein Graf von Wilzenberg jemals am Wilzenberg gelebt hat.
Nach Überlieferungen und Sagen wurde die Burg am Wilzenberg auch einer Gräfin Chuniza zugeschrieben. Urkundlich bekundet ist, dass 1072 Erzbischof Anno II. von Köln von einer gewissen Chuniza und ihrem Sohn Tiemo das Gebiet erwarb, auf dem dann das Kloster Grafschaft errichtet wurde. Es fehlen jedoch Belege dafür, dass Chuniza ihren Sitz auf dem Wilzenberg hatte. In Verbindung mit der Burganlage wurden auch die Edelherren von Grafschaft (damals „von Grascap“) gebracht; sie verlegten Mitte des 13. Jahrhunderts ihren Sitz zur Burg Nordenau (heute Burg Rappelstein). Beweise darüber, dass die Edelherren von Grafschaft zuvor ihren Sitz am Wilzenberg hatten, gibt es ebenfalls nicht.
Bis zur heutigen Zeit konnte nicht geklärt werden, wer die jüngere Burganlage tatsächlich bewohnte. Dass die genannten Personen zur damaligen Zeit tatsächlich lebten, kann durch weitere Dokumente belegt werden. Das Ableben eines Grafen von Wilzenberg wurde im Totenbuch der Abtei Borghorst dokumentiert. Die Gräfin Chuniza gehörte wahrscheinlich zum Geschlecht der Gisonen. 1073 wurden Graf Giso II. und Adalbert von Schauenburg sowie Adalberts vier Söhne auf der Burg Hollende bei Wetter von Gefolgsleuten des Herzogs Otto von Bayern aus Rache für ein Komplott gegen Otto getötet. 1101 bis 1107 gab es im Raum obere Eder-Lahn einen Grafen Tiemo. Die Edelherren von Grascap waren vermutlich eine Nebenlinie des in der Grafschaft Wittgenstein regierenden älteren Hauses Battenberg oder gehörten zum Zweig der Edelherren zu Hachen.

## Sagen
Über den Wilzenberg gibt es einige im Sauerland auch heute noch im Volksmund bekannte Sagen:
Eine Sage erzählt von einer mittelalterlichen Raubritterburg auf dem Berg, in der die riesigen Herren von Grascap lebten, welche von den Göttern eingesetzt wurden. Die Burg auf dem Berg stand über einen unterirdischen Gang in Verbindung mit der Burg Nordenau (heute Burg Rappelstein). Die Raubritter versteckten ihr Gold und Silber in einer Höhle zwischen Schmallenberg und Gleidorf. Der Sage nach wurde die große „Grafschaft“, zu der Bilstein, Wittgenstein und auch Grafschaft gehörten, unter den drei Söhnen des Geschlechtes aufgeteilt.
Einer weiteren Sage zufolge ermordete die Edeldame Chuniza im Wahn nacheinander sieben Ehemänner. Sie tötete sie mit Gift. Als die Morde bekannt wurden, täuschte die Gräfin Chuniza bei ihrer Flucht zur Burg Nordenau die Verfolger mit einer List. Sie ließ die Hufeisen ihrer Pferde falsch herum anschmieden, um so den Fluchtweg zu verschleiern.
Nach anderen Sagen gab es einen Hünen, der auf dem Berg wohnt bzw. von der Burg Nordenau den ortsansässigen Grafen besiegte.

## Wallfahrtsort und Ausgrabungsstätte
Der Wilzenberg, auch „Heiliger Berg des Sauerlandes“ genannt, ist ein bekannter Wallfahrtsort. Die Wallfahrtsstätten, die jährlich von Pilgern aus Schmallenberg und Grafschaft besucht werden, umfassen u. a. die Marienkapelle, Kreuzwegstationen, einen Freialtar mit Kreuzigungsgruppe und ein Hochkreuz. Die Wallfahrtsstätten liegen zwischen zwei ineinander liegenden Wallburgen, die mehrfach Objekt archäologischer Ausgrabungen waren.

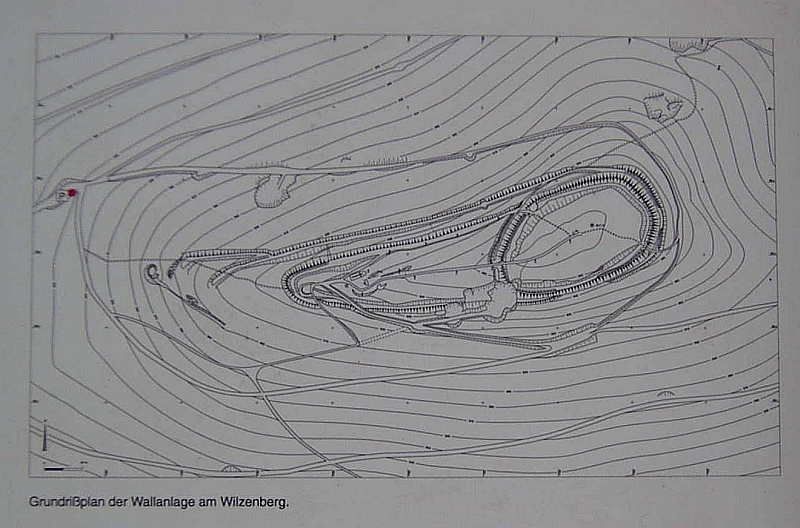
Plan der Wallanlage am Wilzenberg

Zwischen 1900 und 1914 gab es erste Ausgrabungen am Wilzenberg der Altertumskommission Westfalens. Das Alter der älteren Wallanlage war trotz einiger Grabungen bis 1950 unbekannt. Durch einen Waffenfund (größter Waffenfund aus der Eisenzeit in Westfalen) am 7. April 1950, bei dem man zwei eiserne Schwerter und vier Lanzenspitzen fand, war eine zeitliche Einordnung möglich. Gegenstände, die bei einer Grabung 1984 gefunden wurden, ermöglichten eine genauere Datierung der jüngeren Burganlage.
Bei der einer Ausgrabung im Jahre 2002 legten Archäologen des Landschaftsverbandes Westfalen-Lippe (LWL) ein vier Meter langes Stück einer 2200 Jahre alten Befestigungsanlage frei. Die jüngereisenzeitliche Befestigung wies nach dem Grabungsbefund eine für den keltischen Raum charakteristische Pfostenschlitzmauer auf. Bei wissenschaftlich begleiteten Begehungen mit dem Metalldetektor wurden in den Jahren 2018 bis 2021 bedeutende eisenzeitliche Funde gemacht.
Dabei handelt es sich um weitere eisenzeitliche Waffenfunde in Form eines Hortes. Es wurden insgesamt um die 40 Speer- und Lanzenspitzen, Reste von Schildbuckeln, Teile von Pferdegeschirr und Werkzeuge gefunden. Darunter sind auch Hinweise für ein Pferdegeschirr eines Streitwagens. Ein Großteil der Funde war künstlich deformiert oder beschädigt worden. Eine These dazu ist, dass die Waffen besiegter Feinde rituell zerstört und anschließend auf dem Berg zur Schau gestellt wurden.

### Marienkapelle

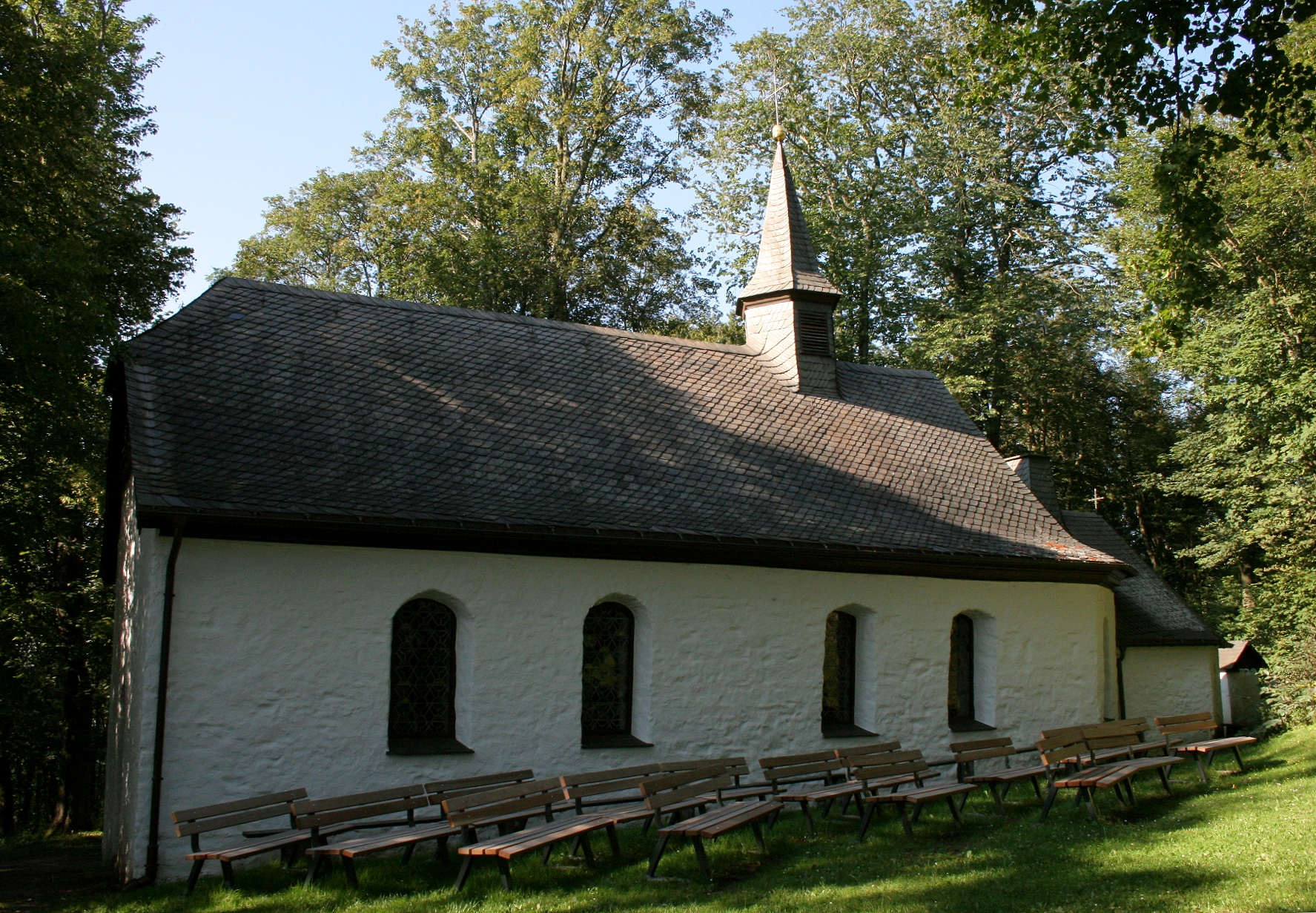
Seitenansicht der Kapelle

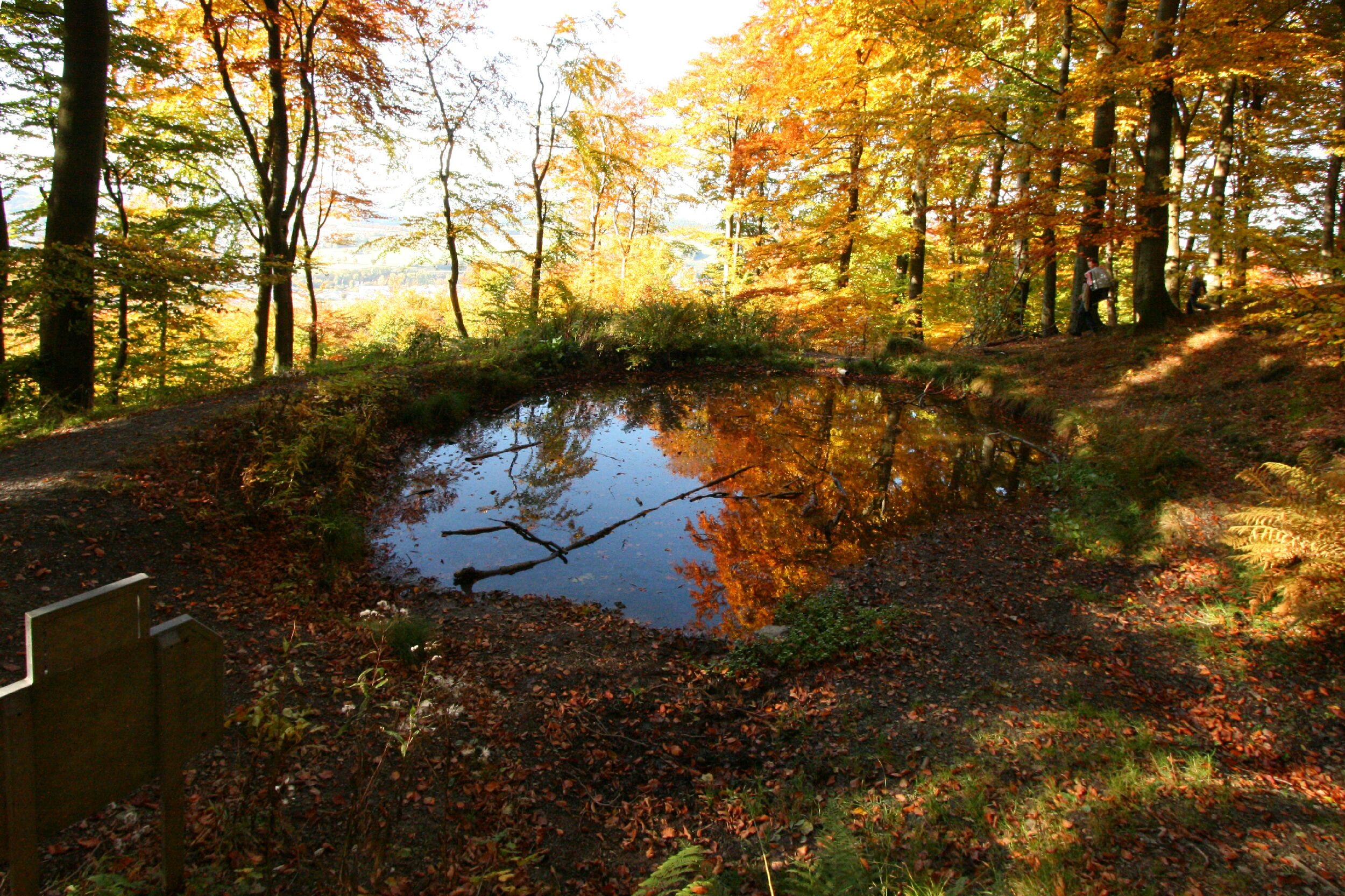
„Brauers-Deyk“ (Bruder-Teich): Quelle auf dem Westhang des Wilzenbergs

Schon vor 1500 stand auf dem Wilzenberg eine kleine Kapelle. Die Grafschafter Klosterrechnung nennt seit dem Jahr 1508 einen Bruder auf dem Wilzenberg. Dieser Einsiedler bewohnte eine Klause in der Nähe der heutigen Kapelle. Er führte nach Aufzeichnungen ein gottgefälliges Leben und lebte von Almosen der Pilger, denen er Unterkunft gewährte. Die am Westhang gelegene Quelle Brauers-Deyk (Bruder-Teich), die sich in einem kleinen Teich befindet, westlich unterhalb der Kapelle, wird von diesem Bruder Klausner seinen Namen erhalten haben. Im Jahr 1626 ließ Abt Gabel Schaffen das erste 70 Fuß hohe Wilzenbergkreuz errichten. Sechs Jahre später erbaute Schaffen eine neue Kapelle, die im Jahr 1755 die heutige Größe bekam. Topographischen Karten ist wenige Meter südlich der Kapelle eine 635,1 m hohe Stelle zu entnehmen.

### Hochkreuz

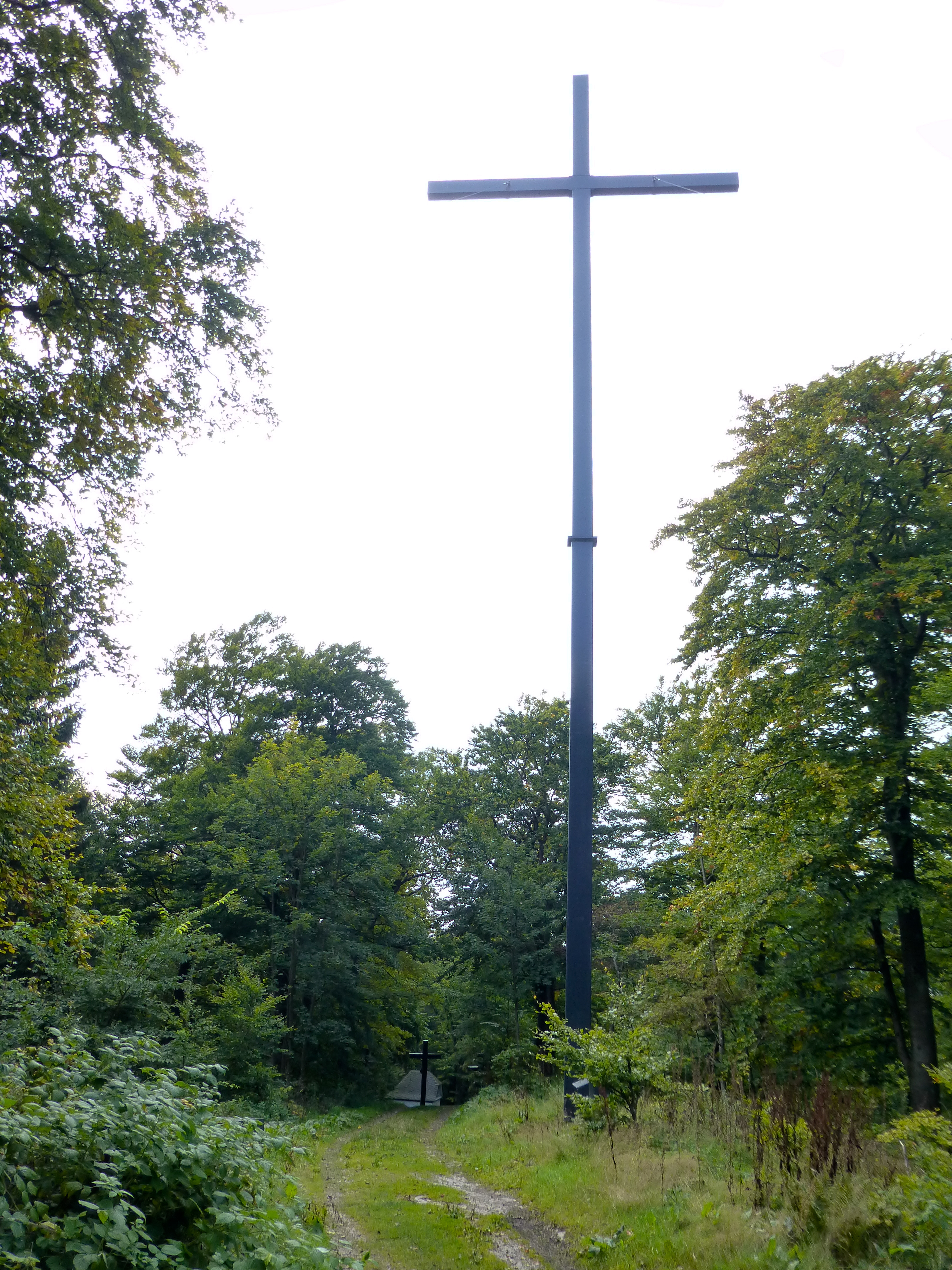
Neues Hochkreuz aus dem Jahr 2015

Das 28 Meter hohe Hochkreuz wurde im Jahr 1972 zur 900-Jahr-Feier des Klosters und des Orts Grafschaft von der ansässigen Katholischen Kirchengemeinde in Holzleimbinder-Konstruktion errichtet. Es steht oberhalb des Freialtars am Weg zum Wilzenbergturm etwa 280 m westlich des Gipfels (⊙). Nachdem es im Juli 1980 wegen eines durchgescheuerten Halteseils überraschend umgestürzt war, wurde es binnen eines Monats in etwas verkürzter Länge wieder errichtet. In den folgenden Jahren traten jedoch zunehmend Schäden an der Holzkonstruktion auf. Aufgrund der anstehenden Reparaturkosten hatte der Kirchenvorstand nach einer Begutachtung durch einen Statiker die vollständige Erneuerung im Frühjahr 2015 beschlossen. Man entschied sich diesmal für eine Stahlkonstruktion. Das neue Gipfelkreuz wurde am 7. August 2015 aufgestellt. Der Standort und die Höhe des Kreuzes blieben unverändert. Das Kreuz hat ein Gewicht von etwa 5 Tonnen. Die Querbalken sind 8,50 Meter lang. Der Austausch kostete rund 35.000 Euro.

## Wilzenbergturm

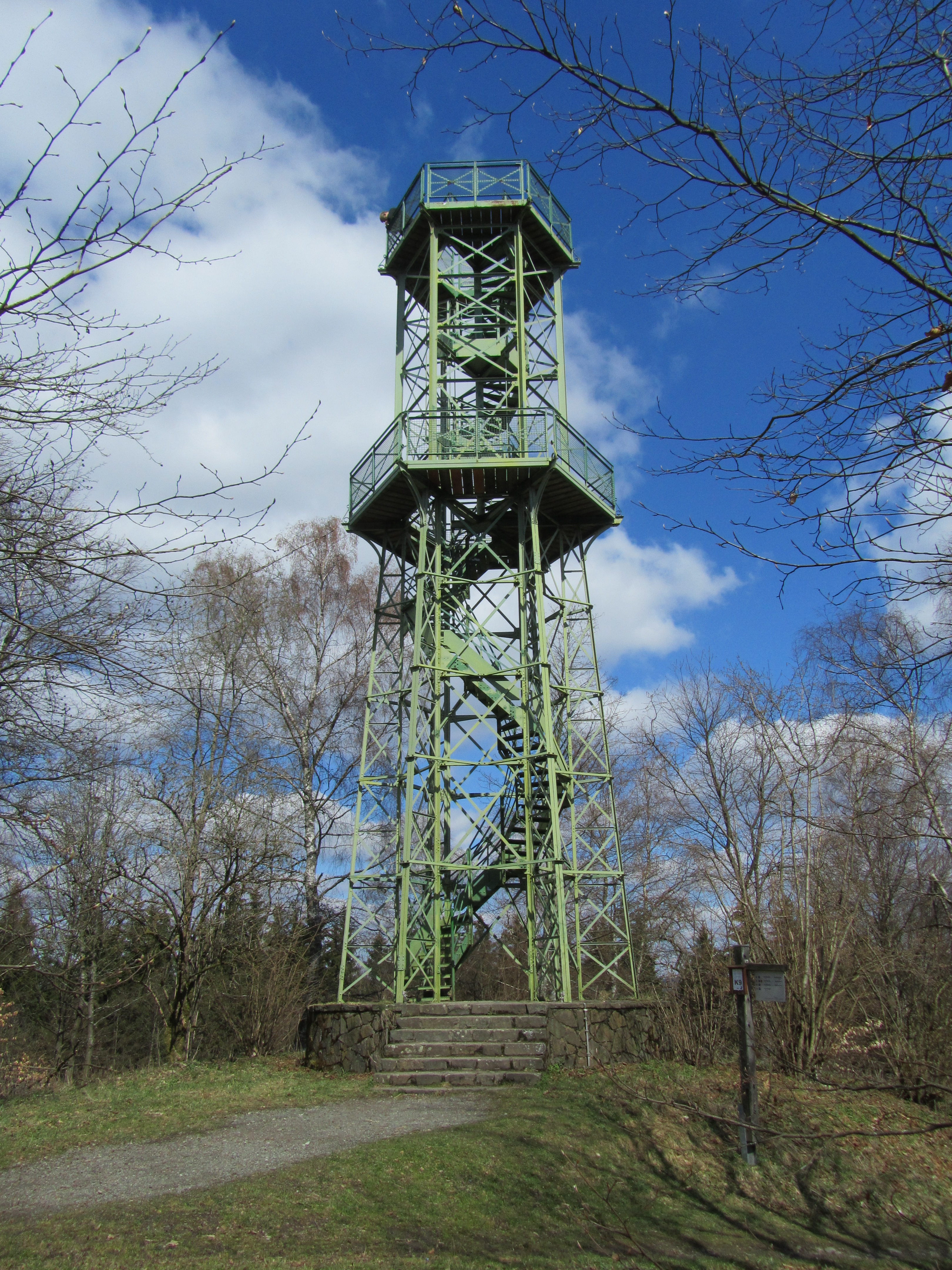
Wilzenbergturm

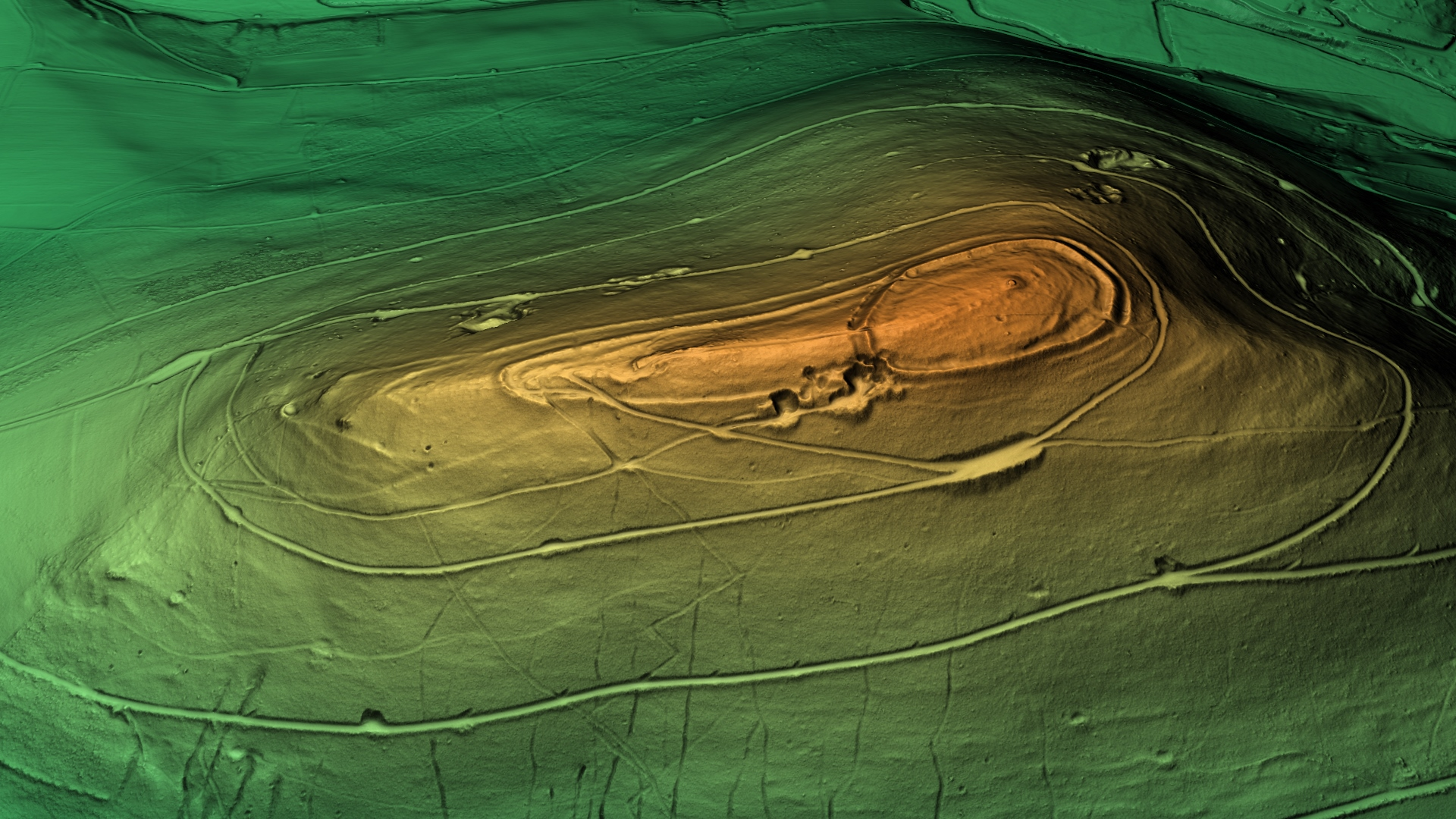
3D-Ansicht des digitalen Geländemodells

Auf dem Gipfel des Wilzenbergs steht der 1889 errichtete Wilzenbergturm, ein denkmalgeschützter, stählerner und 1989 auf 17 m Höhe aufgestockter Aussichtsturm, von dem die Aussicht zum Beispiel in das Rothaargebirge und hinab nach Schmallenberg fällt. Auf topographischen Karten ist nahe dem Turm ein trigonometrischer Punkt auf 655,4 m Höhe verzeichnet.

## Verkehr und Wandern
Der Wilzenberg ist von Westen auf einer asphaltierten Straße zu erreichen, die bis zu einem im Wald gelegenen Wandererparkplatz öffentlich befahrbar ist. Ab hier ist die weiter bergauf führende Straße durch eine Schranke versperrt und kann nur von Radfahrern und Fußgängern genutzt werden. Am Berg verlaufen außerdem mehrere Wanderwege:
- Der Fliehburg-Weg, ein von Grafschaft ausgehender 6,9 km langer Rundweg über den Berg[19]
- Der Wilzenberg-Weg, ein von Grafschaft ausgehender 6,1 km langer Rundweg um den Berg[19]
- Der Friedrich-Wilhelm-Grimme-Weg, 84 km langer Wanderweg des Sauerländischen Gebirgsvereins (SGV)